# Richard Hughes (escritor)
Richard Arthur Warren Hughes fue caballero de la Orden del Imperio Británico (19 de abril de 1900 - 28 de abril de 1976) fue un escritor inglés, autor de poemas, relatos breves, novelas y obras de teatro.

## Vida de Hughes
Nació en Surrey. Su padre, Arthur Hughes, era un funcionario público y su madre, Louisa Grace Warren, periodista. Richard estudió en la escuela de Charterhouse y se graduó en el Oriel College de Oxford en 1922. 
El director de la escuela de Charterhouse envió la primera obra publicada de Hughes al diario The Spectator en 1917. El artículo, escrito como trabajo de clase, era un ataque contra The Loom of Youth de Alec Waugh, una novela recientemente publicada que había despertado una gran polémica al abordar abiertamente las pasiones homosexuales entre colegiales ingleses en una escuela pública. 
En la Universidad de Oxford conoció a Robert Graves y editaron juntos una revista de poesía, Oxford Poetry, en 1921. En 1922 se estrenó en el West End de Londres, en el Royal Court Theatre, una obra de teatro breve de Hughes, The Sister's Tragedy. Hughes escribió también el primer drama radiofónico, Danger, que le encargó Nigel Playfair en nombre de la BBC, y que se emitió el 15 de enero de 1924.
Hughes trabajó como periodista y realizó muchos viajes antes de casarse en 1932 con la pintora Frances Bazley. La pareja se estableció durante un tiempo en Norfolk y después, en 1934, se mudó a Castle House, Laugharne, en el sur de Gales. Dylan Thomas se alojó con los Hughes y escribió en casa de éstos su libro Portrait of the Artist as a Young Dog. 
Durante la Segunda Guerra Mundial, Hughes desempeñó un trabajo de oficina en el Almirantazgo Británico. Conoció a los arquitectos Jane Drew y Maxwell Fry, cuyos hijos pasaron mucho tiempo con los Hughes. Al terminar la guerra, escribió durante diez años guiones para los estudios Ealing y dejó de publicar novelas hasta 1961. 
Hughes fue miembro de la Royal Society of Literature y, en Estados Unidos, miembro honorario del National Institute of Arts and Letters y la American Academy of Arts and Letters. Recibió la medalla del imperio británico en 1946.
Los Hughes tuvieron cinco hijos: Robert Elyston-Glodrydd (nacido en 1932), Penelope (1934), Lleky Susannah (1936), Catherine Phyllida (1940) y Owain Gardner Collingwood (1943). Catherine se casó con el historiador Colin Wells en 1960.

## Obra
Hughes escribió sólo cuatro novelas, entre las que destaca la primera de ellas, A High Wind in Jamaica (Huracán en Jamaica) (1929), llevada al cine en 1965 por Alexander Mackendrick.  La novela, ambientada en el siglo XIX, cuenta la historia de un grupo de niños ingleses que son capturados accidentalmente por unos piratas; contra lo que podría pensarse, los niños resultan ser más amorales que los piratas. 
Hughes escribió también una novela alegórica, In Hazard (En peligro) (1938), y varios libros de historias para niños, entre ellos The Spider's Palace y The Wonder Dog (El perro prodigio). 
Su obra más ambiciosa es la trilogía The Human Predicament, de la que sólo publicó en vida los dos primeros volúmenes, The Fox in the Attic (El zorro en el ático) (1961) y The Wooden Shepherdess (1973). Póstumamente, se publicaron doce capítulos de la novela que iba a cerrar la serie, inconclusa. La trilogía sigue la historia de Europa desde los años 20 hasta la Segunda Guerra Mundial, mezclando personajes y sucesos imaginarios con otros reales, como la huida de Hitler tras el abortado putsch de Múnich.